# Our Sunday Visitor
Our Sunday Visitor (OSV) je katolické nakladatelství v Huntingtonu ve státě Indiana, které vydává stejnojmenný americký celostátní týdeník, četná katolická periodika, náboženské knihy, brožury, katechetické materiály, přílohy do farních bulletinů a obálky na dary a nabízí systém „Online Giving“ a webové stránky „Faith in Action“ pro farnosti. Noviny Our Sunday Visitor, které v roce 1912 založil John Francis Noll, byly nejpopulárnějším katolickým zpravodajským týdeníkem dvacátého století v USA.

## Historie

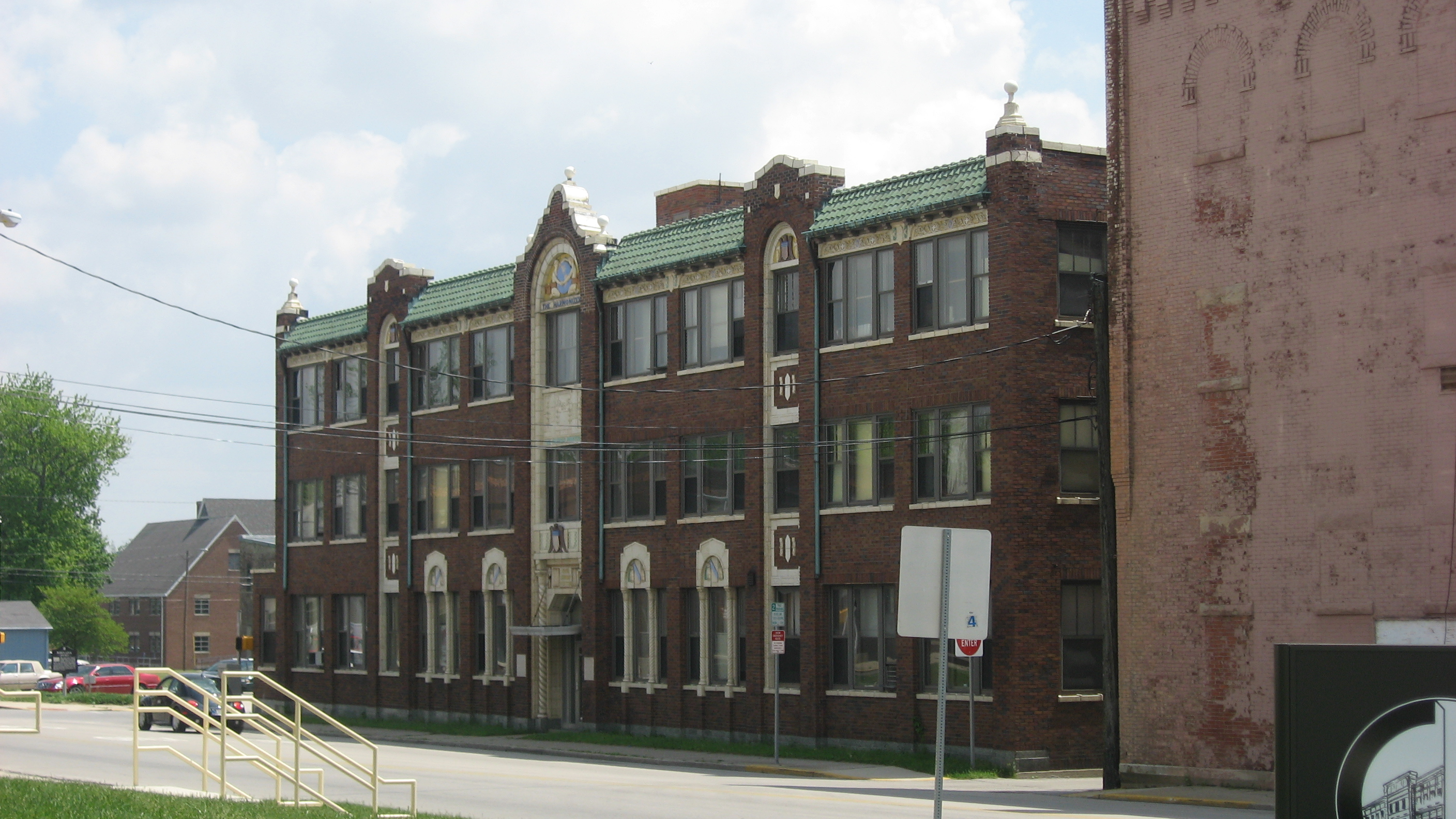
Bývalé kanceláře Our Sunday Visitor v Huntingtonu

John Francis Noll, pozdější biskup ve Fort Wayne v Indianě, byl kněz z malého města, který byl unaven protikatolickou literaturou, zejména široce rozšířenými protikatolickými novinami s názvem The Menace, a rozhodl se vydávat farní časopis. První číslo Our Sunday Visitor, které vyšlo v nákladu 35 000 výtisků, bylo datováno 5. května 1912. O rok později dosáhl náklad novin 160 000 výtisků, tedy daleko za hranicemi Nollovy farnosti. Krátce po první světové válce se náklad zvýšil na 500 000 výtisků.
Původním cílem Our Sunday Visitor bylo bojovat proti antikatolicismu, pomáhat katolíkům zachovat si svou identitu, učit je víře a bojovat proti sociální nespravedlnosti. Sloupek, který Noll začal psát v roce 1912 pod názvem „Otec Smith poučuje Jacksona“, byl později sebrán do populární knihy, které se prodaly miliony výtisků.
Dne 30. března 1913 noviny nabídly odměnu 10 000 dolarů tomu, kdo prokáže protikatolická obvinění vznesená proti církvi. Nikdo se o odměnu nepřihlásil.
Ve 30. letech 20. století se Our Sunday Visitor zaměřoval na to, jak si katolíci mohou uchovat víru v sekulární společnosti. Ve čtyřicátých letech Nollův list zaujímal stanoviska proti kontrole porodnosti, rozvodům a nemravné literatuře a filmům.
Během studené války noviny zesílily své útoky proti komunismu a varovaly katolíky před vstupem do komunistických skupin. Čtyřicáté výroční číslo Our Sunday Visitor, které vyšlo 4. května 1952, přineslo titulek: „Nechtějí Boha v našich školách: Sekulární trend jistě přinese katastrofu“.
V roce 1953 byl Noll papežem Piem XII. jmenován arcibiskupem ad personam. V roce 1954 utrpěl Noll mrtvici a nebyl již schopen editovat Our Sunday Visitor. Zemřel 31. července 1956.
Po Nollově smrti noviny vycházely dál a v roce 1961 jejich náklad přesáhl jeden milion výtisků. Dnes má Our Sunday Visitor kompletní vydavatelské křídlo, které vydává knihy, náboženské vzdělávací materiály a další média. Společnost se rozšířila koupí Harcourt Religion v roce 2009. Od roku 2019 se týdeník jmenuje Our Sunday Visitor a ředitelkou redakce periodik je Gretchen R. Crowe; dříve byl znám jako OSV Newsweekly. P. Patrick Mary Briscoe, O.P., byl 24. srpna 2022 oznámen jako Croweův nástupce ve funkci redaktora Our Sunday Visitor.
V červenci 2012 byl Our Sunday Visitor vybrán Vatikánem jako výhradní distributor severoamerického anglického vydání oficiálních vatikánských novin L'Osservatore Romano.
V červenci 2022 společnost oznámila, že plánuje převzít aktivity společnosti Catholic News Service, která měla na konci roku uzavřít svou pobočku v USA. Crowe bude působit jako redaktor nové agentury OSV News.

## OSV News
V červenci 2022 Our Sunday Visitor oznámil, že vzhledem k tomu, že se plánuje ukončení služeb Catholic News Service (CNS) v USA, zahájí Our Sunday Visitor od 1. ledna 2023 činnost nové zpravodajské agentury: OSV News. Our Sunday Visitor rovněž uvedl, že získá digitální archiv CNS a umožní jeho konzultace na OSV News předplatitelům. Rovněž uvedli, že webové stránky nové agentury budou umístěny na původní URL adrese CNS.
V srpnu 2022 byla Gretchen Croweová jmenována šéfredaktorkou budoucích OSV News.
V září 2022 Our Sunday Visitor uvedl, že znovu zaměstná tři zkušené novináře CNS pro budoucí spuštění OSV News.
Datum spuštění 1. ledna 2023 potvrdily i OSV News.